# خاطرات استارداست
خاطرات استارداست (انگلیسی: Stardust Memories) یا خاطرات هتل استارداست فیلمی کمدی-درام به کارگردانی وودی آلن است که در سال ۱۹۸۰ منتشر شد.
این فیلم، نخستین فیلم شارون استون است. همچنین وودی آلن خودش این فیلم را به همراهِ رز ارغوانی قاهره و امتیاز نهایی، یکی از بهترین آثارش می‌داند. خاطرات استارداست که تقلیدِ طنزگونه‌ای از ۱/۲ ۸ فدریکو فلینی است، همانند آن فیلم، به طریق سیاه و سفید تصویربرداری شد.
این فیلم نامزد دریافتِ جایزهٔ انجمن نویسندگان آمریکا برای «بهترین فیلم‌نامهٔ کمدی» بود.

## خلاصه فیلم
اندی بیتز فیلمسازی موفق اقدام به برگزاری فستیوالی به افتخار کارهایش می‌کند. در طول تعطیلات آخر هفته او به زندگی و عشق گذشته خود رجوع می‌کند و…

## بازیگران
- شارلوت رمپلینگ
- جسیکا هارپر
- ماری-کریستین بارو
- وودی آلن
- تونی رابرتس
- دانیل استرن
- ایمی رایت
- شارون استون
- لئوناردو چیمینو
- رنی لیپین
- هلن هنف
- جودیت کریست
- بانی هلمن
- آنی کرزن
- ویلیام زینسر